# Informatica
Informatica — американская компания, разработчик тиражируемого связующего программного обеспечения для интеграции данных, основные функциональные назначения продуктов компании — ETL, управление качеством данных (в том числе очистка данных), управление основными данными, управление жизненным циклом информации. В 2025 году поглощена корпорацией Salesforce.

## История

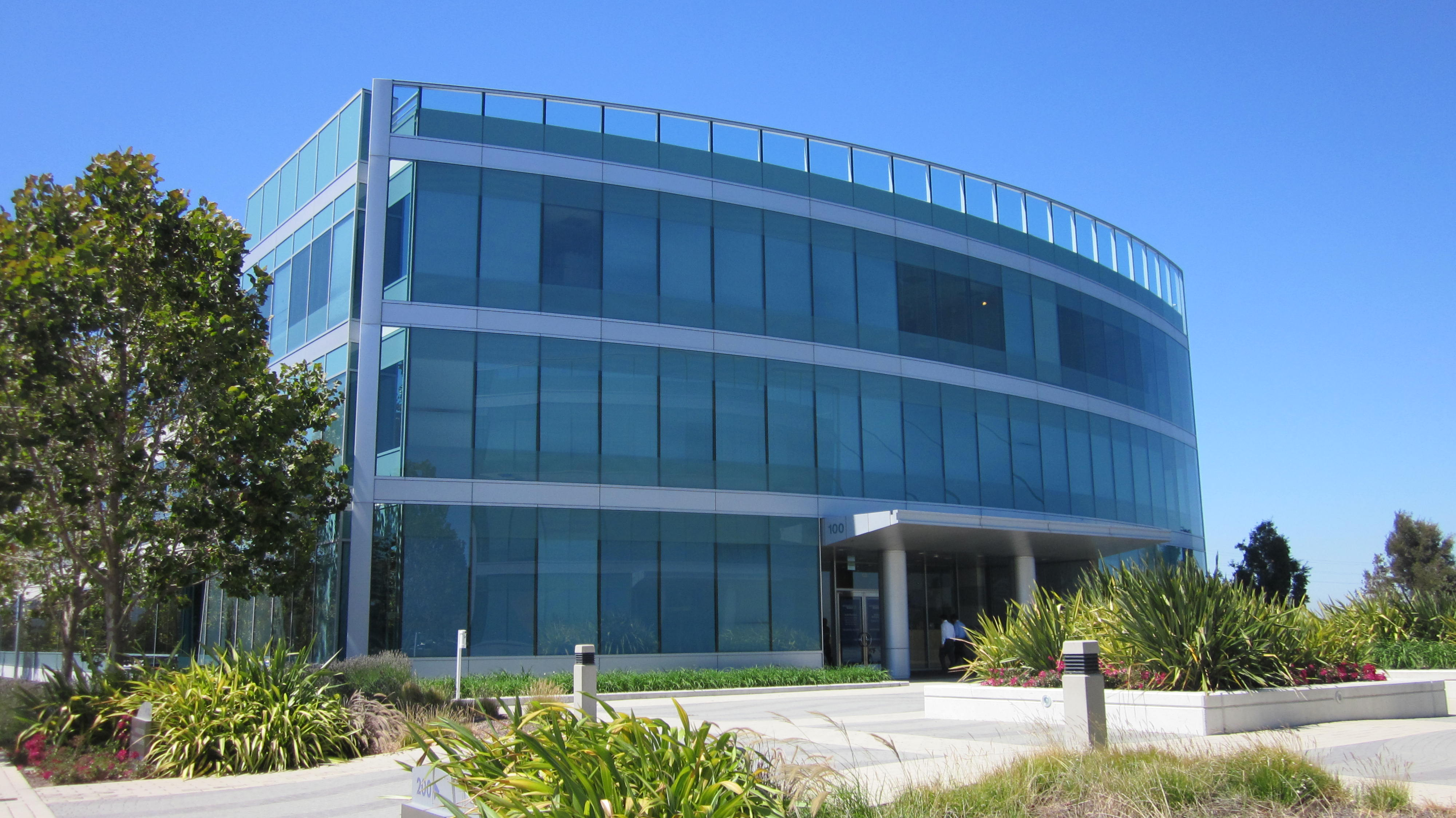
Штаб-квартира корпорации в Редвуд-Сити

Компания основана в 1993 году Диасом Несамонеем (Diaz Nesamoney) и Гауравом Дилоном (Gaurav Dhillon) в Пало-Альто. В это время в отрасли программного обеспечения для организаций набрал мощь процесс миграции с мейнфреймов на решения в клиент-серверной архитектуре, и новая компания изначально сконцентрировалась на проблеме миграции данных между различными программными платформами. В 1994 году был выпущен первый продукт компании — OpenBridge — средство подготовки соответствия между моделями данных в различных источниках, снабжённое графическим интерфейсом пользователя и обеспечивающее проведение процедур переноса данных по подготовленным соответствиям.
В 1996 году с ростом популярности концепции витрин данных компания выпустила PowerMarts — существенно переработанную версию первого продукта, значительно ориентированную на загрузку данных в хранилища и подготовку витрин, продукт позиционировался как средство «уровня подразделения», не требующее найма дорогих консультантов для проектирования и сопровождения процессов загрузки данных. Базовая цена продукта составляла $45 тыс., в базовой поставке можно было использовать один источник данных (реляционную систему управления базами данных либо файлы данных на мейнфрейме) и одну целевую реляционную базу. Каждый дополнительный источник данных или целевая база стоили $20 тыс., отдельно за $20 тыс. поставлялся компонент мониторинга изменений для больших баз данных.
В 1998 году компания на основе PowerMarts выпустила продукт для извлечения, преобразования и загрузки данных, ориентированный, в отличие от предшественника, на крупные организации и работу с ERP-системами как источниками данных. Выручка компании в 1998 году по сравнению с 1996 годом выросла почти в 15 раз и составила около $29 млн.
В апреле 1999 года компания провела первичное размещение на NASDAQ, в первые дни размещения цена акций превысила уровень начального предложения на 84 %. В декабре того же года компания осуществила за $80 млн поглощение частной компании Influence — разработчика аналитических прикладных программных решений.
В 2006 году компания провела два поглощения за $55 млн каждое — приобретены компании-разработчики ETL-средств Itemfield и Similarity, решения последней включены в формируемую линейку средств очистки данных. В 2008—2009 годах осуществлены ещё два приобретения компаний, занимающихся решениями по обеспечению качества данных: в 2008 году за $85 млн у корпорации Nokia было выкуплено подразделение Identity Systems, а в 2009 году — поглощена небольшая германская компания Address Doctor, продукт которой обеспечивает очистку адресной информации под готовые проработанные форматы и контрольные соотношения для 200 стран.
На основе решений поглощённой в 2009 году за $40 млн фирмы Applimation сформирована линейка продуктов управления жизненным циклом информации.
В 2010 году приобрела одного из трёх лидеров рынка систем управления основными данными — компанию Siperian, включившись в конкуренцию с IBM (в том же году приобретшей другого лидера мультипредметного MDM — Initiate) и Oracle (обладающей большим набором предметно-ориентированных MDM-систем) за рынок объёмом $1,9 млрд (2012, прогноз на 2015 год — $3,2 млрд).
В апреле 2015 года выкуплена в частные руки за $5,3 млрд группой инвестиционных фондов. 26 мая 2025 года поглощена корпорацией Salesforce, сумма сделки составила около $8 млрд.

## Собственники и руководство
На начало 2013 года рыночная капитализация компании составляла $2,7 млрд, 87 % акций принадлежало институциональным инвесторам и фондам взаимных инвестиций, крупнейшие доли — у структур T. Rowe Price (около 15 %) и Columbia Wanger (около 14 %), менеджмент владел менее 1 % акций. К январю 2015 года долю в 8 % сосредоточил хедж-фонд Elliott Management. С апреля 2015 года — частная компания, выкуп осуществлён лондонской инвестиционной фирмой Permira и инвестфондом Канадской пенсионной программы, среди инвесторов, участвовавших в выкупе — венчурные подразделения Microsoft и Salesforce.
С 2005 года компанией руководил Сохаиб Аббаси (англ. Sohaib Abbasi), совмещая посты председателя совета директоров, президента и CEO. Направлениями руководят 9 исполнительных вице-президентов (2013): Эрл Фрай (Earl Fry, финансы и техническая поддержка), Джеймс Маркарян (James Markarian, технологии), Маргарет Брейя (Margaret Breya, маркетинг), Гириш Панча (Girish Pancha, интеграционные продукты), Иван Чон (Ivan Chong, продукты управления качеством данных), Пол Хоффман (Paul Hoffman, международные операции), Джон Макги (John McGee, международные операции). Аббаси и исполнительные вице-президенты входят в совет директоров, в который также включены 9 независимых директоров, Чарльз Робел (Charles Robel) — бывший председатель совета директоров McAfee — выделен как «ведущий независимый директор».